# سقوط هواپیمای سی-۱۳۰ (۱۳۶۰)
پرواز لاکهید سی-۱۳۰ نیروی هوایی ارتش ایران ۱۳۶۰ از اهواز به مقصد تهران، در تاریخ ۷ مهرماه ۱۳۶۰ در نزدیکی تهران سقوط کرد و از ۷۷ سرنشین آن، تنها ۱۹ نفر زنده ماندند. گروهی از برجسته‌ترین فرماندگان جنگ ایران و عراق در این حادثه کشته شدند. در پی موفقیت عملیات ثامن‌الائمه، فرماندگان نظامی برای ارائه گزارش این عملیات به فرمانده کل نیروهای مسلح عازم تهران شدند اما هواپیمای سی-۱۳۰ ارتش که حامل  پیکر ۳۲ شهید جنگ  و فرماندهان ارشد شامل   ولی‌الله فلاحی، جواد فکوری، سید موسی نامجو، یوسف کلاهدوز و سید محمد جهان‌آرا، بود در منطقه کهریزک تهران، سقوط کرد. اهمیت سرنشینان پرواز یادشده تا جایی بود که ستاد مشترک ارتش، نیروی هوایی ارتش و وزارت دفاع در یک روز با خلأ فرماندگان خود مواجه شدند. لذا جمله " خرمشهر را خدا آزاد کرد" پس از فتح خرمشهر توسط رزمندگان اسلام در دوران جنگ ایران و عراق بیان شده است. 
این رخداد، باعث تغییر یافتن معادلات جنگ شده و طرح عملیات آزادسازی خرمشهر نیز به ۸ ماه بعد از آن موکول شد. برخی کارشناسان معتقدند این سقوط، خرابکاری بوده و در ادامهٔ ترورهای تابستان سال ۱۳۶۰ قرار داشت.
سرهنگ خلبان، بهمن فرقانی، رئیس تیم بررسی سانحه، علت سقوط را خطای مهندس پرواز و خلبان اعلام کرده و گفته است که این ارزیابی توسط تیم مستقلی از کشور پاکستان نیز تأیید شده است.

## هواپیما
هواپیمای سانحه‌دیده، از نوع سی-۱۳۰ئی و متعلق به نیروی هوایی ارتش ایران در ۲۵ اسفند ۱۳۵۰ وارد ایران شده بود و تا زمان بروز سانحه، ۵۰۰۸ ساعت و ۱۵ دقیقه پرواز کرده بود. آخرین زمان تعمیرات سنگین یا اورهال آن در ۱۴ خرداد ۱۳۵۷ به پایان رسیده بود و میزان ساعات تعمیر آن ۳۴۳۴ ساعت و ۲۵ دقیقه گزارش شده بود.

## خدمهٔ پرواز
خلبان هواپیما سرهنگ علی صولتی، کمک خلبان ستوان‌یکم محمود خرم‌دل، خلبان ناظر ستوان‌یکم مصطفی ایزدی‌فرد، ناوبر ستوان دوم ابراهیم احمدی آل‌هاشم، سر مکانیک پرواز ستوان یار دوم احمد حسینی، مکانیک پرواز استوار مجید موحدی، مکانیک پرواز تحت آموزش گروهبان دوم امیر تهرانی و لود مستر استوار دوم جمشید کوزه‌گری، خدمه هواپیما بودند.

## سانحه
هواپیمای سی-۱۳۰ در ساعت ۱۲:۳۰ از فرودگاه مهرآباد پرواز و پس از سه ساعت و سی دقیقه و پرواز در مسیر تهران-بوشهر-اهواز در فرودگاه اهواز فرود آمده بود. این هواپیما، پس از حدود یک ساعت و ۱۵ دقیقه توقف در اهواز، در حالی که حامل پیکر ۳۲ کشته، ۲۷ مجروح جنگی، ۴۰ سرنشین و ۹ خدمه پروازی و در مجموع، ۷۶ سرنشین، اهواز را به مقصد تهران ترک کرده بود. پس از حدود یک ساعت از آغاز پرواز و در فاصلهٔ ۳۰ مایلی تهران، اجازهٔ نزول به ۸۵۰۰ پایی به خلبان داده شد. خلبان یکم پرواز، عبور از ارتفاع ۱۱ هزار پایی را گزارش کرد اما لحظاتی بعد، با تماس با پایگاه یکم ترابری اعلام کرد که برق هواپیما قطع و کلیه موتورها خاموش شده‌اند. لحظاتی بعد و با تصمیم کادر پرواز برای انجام فرود اضطراری در منطقه‌ای بیابانی در نزدیکی میدان تیر کهریزک، هواپیما با چرخ‌های نیمه‌باز به حالت «فرود سخت» با سرعت حدود ۸۰ نات با زمین خاکی برخورد کرد. بلافاصله پس از برخورد، چرخ‌های هواپیما جمع شده و هواپیما بر روی شکم خزیده و پس از طی حدود ۱۰ متر با خاکریز قناتی متروکه برخورد کرد.
در نتیجهٔ این برخورد، هواپیما روی بال چپ رفته و ملخ موتور شماره یک و نوک بال چپ به زمین برخورد کرده و سبب شکافتن بال چپ، ریزش بنزین و آتش‌سوزی در قسمت انتهایی بال شده و هواپیما حدود ۲۰۰ متر روی شکم خزیده و دُم و بدنهٔ آن در مسیر آتش‌سوزی حاصله از ریزش بنزین از بال چپ قرار گرفته و تمام هواپیما دچار حریق شده و سبب بسته شدن راه نجات بازماندگان می‌شود.
کمک خلبان با بازکردن پنجره از هواپیما خارج شده و لحظاتی بعد هواپیما با ۸٬۰۰۰ پوند سوخت، منفجر گردید.

## امداد و نجات
دقایقی پس از سانحه و پس از این‌که تلاش‌ها برای تماس با هواپیمای مزبور به جایی نرسید، از دو فروند هواپیمای جنگنده اف-۴ فانتوم در منطقه، درخواست تجسس می‌شود که در ساعت ۱۹:۴۷ خلبان یکی از آن‌ها اطلاع می‌دهد که در رادیان ۱۵۰ درجه ۱۷ مایلی آتش‌سوزی دنباله‌داری مشاهده می‌شود. ۴۵ دقیقه بعد یک بالگرد برای کمک به بازماندگان حادثه به محل رفت.

## کشته‌شدگان سرشناس

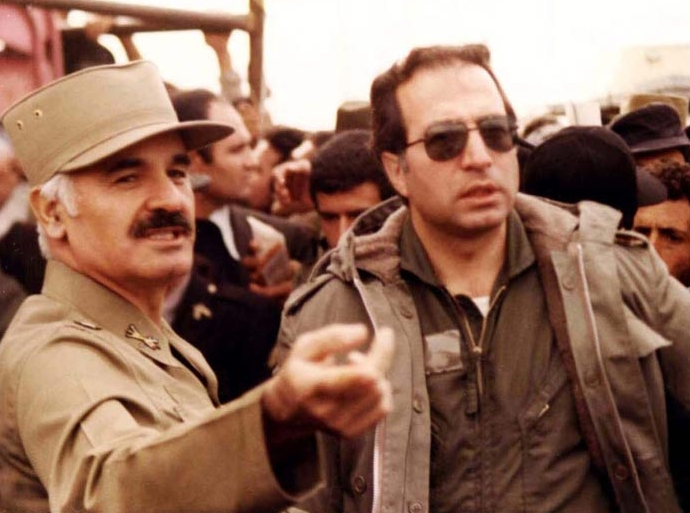
جواد فکوری (راست) و قاسمعلی ظهیرنژاد (چپ)

- ولی‌الله فلاحی، سرپرست ریاست ستاد مشترک ارتش جمهوری اسلامی
- یوسف کلاهدوز، جانشین فرمانده کل سپاه پاسداران انقلاب اسلامی
- سید موسی نامجو، وزیر دفاع ملی
- جواد فکوری، فرمانده نیروی هوایی ارتش
- سید محمد جهان‌آرا، فرمانده سپاه پاسداران خرمشهر

## علت سقوط
در رابطه با چگونگی و دلیل وقوع این سانحه، اظهارات متفاوتی بیان شده است. در آن زمان، دلیل سقوط این هواپیما، حمله هواپیماهای نیروی هوایی عراق عنوان شد؛ اما خدمهٔ پرواز، اظهار داشته‌اند که پس از وقوع یک انفجار، توانسته‌اند هواپیما را در حوالی کهریزک بر روی زمین بنشانند؛ هرچند به‌علت شدت برخورد با زمین، بسیاری از مسافران آن کشته شدند.
تیمی از نیروی هوایی ارتش ایران به رهبری سرهنگ خلبان بهمن فرقانی، این سانحه را بررسی کردند. این گروه، فرضیهٔ خرابکاری، یا ساقط شدن هواپیما توسط پدافند خودی را بر اساس اسناد و شواهد، رد کرده، و علت سانحه را قطع برق هواپیما، به‌دلیلی نامشخص و اشتباه خدمهٔ پرواز در واکنش مناسب و رفع ایراد و فرود اضطراری معرفی کردند.
برای بررسی این سانحه، هیئتی بی‌طرف نیز از نیروی هوایی پاکستان دعوت شد، و در نهایت، نتیجهٔ تحقیقات جداگانهٔ آن‌ها نیز دلایلی مشابه را به‌عنوان عوامل سقوط نشان داد. اگرچه فرضیه‌های برخورد موشک پدافندی خودی به هواپیما و خرابکاری عمدی، در گزارش‌های رسمی تیم‌های بررسی سانحهٔ ایرانی و پاکستانی رد شدند، اما دلیل قطع برق هواپیما، هرگز مشخص نشد.
محمود خرم‌دل کمک خلبان این پرواز این حادثه را چنین شرح داده است:
پس از ترک اهواز همه چیز مرتب بود تا حدود ساعت ۸ شب به نزدیک کوه‌های حسن‌آباد قم رسیدیم. در این زمان سیستم برق هواپیما به‌طور کامل از کار افتاد و تاریکی همه جا را فراگرفت و تنها چراغ‌های حرم عبدالعظیم دیده می‌شدند. بر اثر قطع برق، موتورهای هواپیما نیز خاموش شدند و سیستم هیدرولیک هدایت از کار افتاد.
فکوری ابتدا به کابین خلبان آمد و با چراغ قوه سعی کرد که مشکل را برطرف کند و بعد برای بازکردن دستی چرخ‌ها رفت. چنین احساس می‌شد که فکوری فهمیده است مشکل فراتر از قطع برق است. از آنجا که فرمان هواپیما تریم شده بود هواپیما با سرعتی آهسته و به‌طور افقی به سمت زمین در حرکت بود. به همین دلیل هواپیما در بیابان فرود آمد. از آنجا که یکی از چرخ‌ها قفل نشده بود، هواپیما به یک سمت خم شده و روی زمین کشیده شد.

سرهنگ علی صولتی سر خلبان پرواز نیز گفته است:
پس از بلند شدن از فرودگاه و طی مسافتی، ناگهان صدای انفجاری که ناشی از خرابی‌های برق بود بلند شد و به دنبال آن، چهار موتور هواپیما از کار افتاد.
ناخدا هوشنگ صمدی، فرمانده تکاوران دریایی مدافع خرمشهر در مصاحبه‌ای با روزنامه قانون، علت سانحه را شلیک پدافند خودی دانسته و می‌گوید: «هواپیما را با موشک پدافند زدند و باعث سقوط آن شدند. در آن زمان من و یکی دیگر از فرماندهان ارشد نیز قرار بود با این هواپیما به تهران بیاییم.»
محمدعلی شریف‌النسب از فرماندگان میانی ارتش در دوران جنگ، در مصاحبه‌ای با وب‌سایت تاریخ ایرانی، در اظهارنظری در ۷ مهر ۱۳۹۶، این واقعه را «صد درصد مشکوک» عنوان کرد و بدون توضیح بیشتر گفت: «به‌نظر من، آقایان رحیم‌صفوی، ری‌شهری و محسن رضایی در جریان هستند؛ اما به دلیل مصلحت‌سنجی کسی چیزی نمی‌گوید.»

## نگارخانه

<!-->